# Roger Lyndon
Roger Conant Lyndon, född 18 december 1917 i Calais, Maine, USA, död 8 juni 1988 i Ann Arbor, Michigan, var en amerikansk matematiker som i många år var professor vid University of Michigan. Han är känd för Lyndonord, Curtis–Hedlund–Lyndons sats, Craig–Lyndon interpolation och Lyndon–Hochschild–Serres spektralsekvens.

## Biografi
Lyndon var son till en unitarisk präst. Hans mor dog när han var två år gammal, varefter han och fadern flyttade flera gånger till städer i Massachusetts och New York. Han gjorde sina grundstudier vid Harvard University, ursprungligen avsedda för att studera litteratur men så småningom stannade på matematik, och tog kandidatexamen 1939. Han arbetade en tid som bankman, men återvände strax därefter till forskarskolan vid Harvard och tog en magisterexamen 1941. Efter att en kort tid ha undervisat vid Georgia Institute of Technology återvände han till Harvard för tredje gången 1942 och undervisade då själv i navigering som en del av V-12 Navy College Training Program medan han tog sin doktorsexamen. Han doktorerade 1946 under handledning av Saunders Mac Lane. 

## Karriär och vetenskapligt arbete
Efter examen vid Harvard arbetade Lyndon vid Office of Naval Research och sedan i fem år som instruktör och biträdande professor vid Princeton University innan han flyttade till University of Michigan 1953. I Michigan delade han kontor med Donald G. Higman. Bland hans kända doktorander där fanns Kenneth Appel och Joseph Kruskal.
Lyndons doktorsavhandling gällde gruppkohomologi, Lyndon-Hochschild-Serre-spektralsekvensen, som kommer ut ur det arbetet, relaterar en grupps kohomologi till kohomologierna i dess normala undergrupper och deras kvotgrupper.
Ett Lyndonord är en icke-tom sträng av symboler som är mindre, lexikografiskt, än någon av dess cykliska rotationer. Lyndon introducerade dessa ord 1954 medan han studerade baserna för fria grupper.
Lyndon krediterades av Gustav A. Hedlund för sin roll i upptäckten av Curtis-Hedlund-Lyndon-satsen, en matematisk karakterisering av cellulära automater i termer av kontinuerliga ekvivarianta funktioner på skiftrum.
Craig-Lyndons interpolationssats i formell logik säger att varje logisk implikation kan beaktas i sammansättningen av två implikationer, så att varje icke-logisk symbol i kompositionens mittformel också används i båda de andra två formlerna. En version av satsen bevisades av William Craig 1957 och förstärktes av Lyndon 1959.
Förutom dessa resultat gav Lyndon viktiga bidrag till kombinatorisk gruppteori, studien av grupper när det gäller deras presentationer när det gäller sekvenser av genererande element som kombineras för att bilda gruppidentiteten.